# Alboffiella
Alboffiella is een monotypisch geslacht van schimmels behorend tot de familie Phallaceae. Het bevat alleen de soort Alboffiella argentina. 